# Petroscirtes mitratus
Petroscirtes mitratus es una especie de pez de la familia Blenniidae en el orden de los Perciformes.

## Morfología
Los machos pueden llegar alcanzar los 8,5 cm de longitud total.

## Reproducción
Es ovíparo.

## Hábitat
Es un pez de mar y de clima tropical y asociado a los  arrecifes de coral.

## Distribución geográfica
Se encuentra desde el Mar Rojo y el África Oriental hasta las Islas Fénix, Samoa, Tonga, las Islas Ryukyu, Australia y Nueva Caledonia.